# Chiesa di Santa Caterina d'Alessandria (Lipari)
La chiesa di Santa Caterina d'Alessandria o chiesa di Santa Caterina all'Acropoli o Concenzioncella è un edificio di culto ubicato nella Rocca del Castello di Lipari.
Il monumento sorge affacciato sulla direttrice principale dell'acropoli decumano, nella porzione d'area compresa tra la Porta Carraia, le Carceri e la chiesa di Maria Santissima Addolorata.

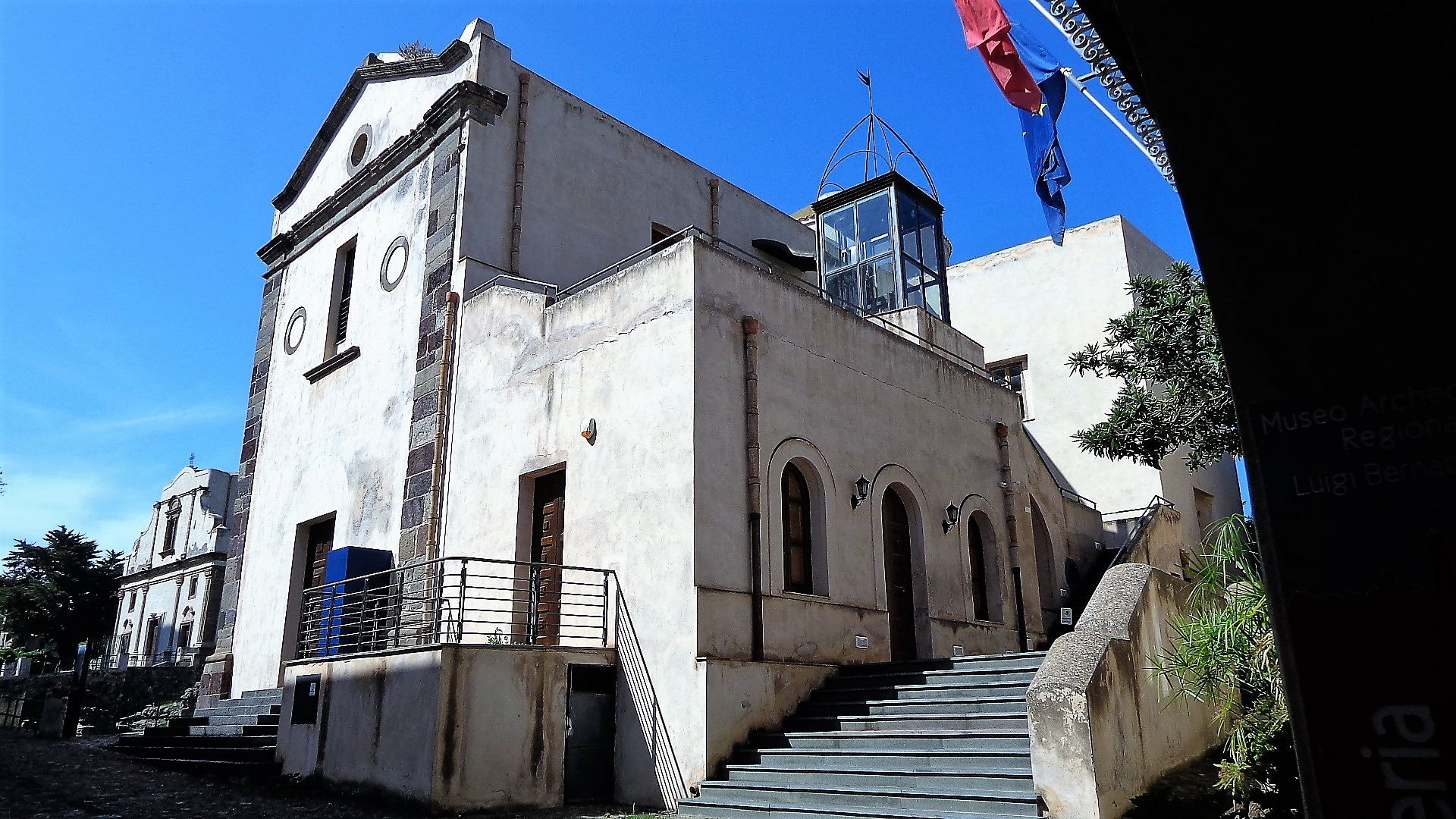
Il prospetto da Porta Carraia.

## Storia

### Epoca spagnola
Sull'area insisteva la chiesa di Santa Maria delli Bianchi (chiesa della Purificazione detta dei Bianchi), restaurata nel 1563.
Intorno al 1590 nella casa, strutture, dipendenze annesse abitarono i religiosi Cappuccini, insediati nell'isola e intenti ad edificare le strutture conventuali della Civita.
Nel 1817 è documentata diruta ed interdetta ad alcuni giovani la richiedevano per farvi sorgere un teatro.
La struttura fu ricostruita e perfezionata nelle forme attuali tra il 1839 e il 1844.

### Epoca contemporanea
Trasformata in cucina delle adiacenti carceri durante il periodo fascista.
Nel 1980 si conclude il ciclo di ristrutturazioni e restauri. Oggi è adibita a sala convegni o all'esposizione di mostre pittoriche o di scultura d'arte contemporanea. Gli ambienti ospitano eventi legati al vicino Museo archeologico regionale eoliano «Luigi Bernabò Brea».

## Interno

### Navata
Nel tempio è documentata la tela raffigurante la Presentazione di Gesù al Tempio con Simeone il Vecchio la profetessa Anna di Girolamo Alibrandi.. L'opera ispirata ad un analogo capolavoro di Giorgio Vasari, a lui commissionato per la chiesa di Sant'Anna dei Lombardi, datato al 1545, è trasferita nella chiesa di Maria Santissima Addolorata.
All'interno vi sono solo due altari, non si trovano altri decori ed oggetti sacri in quanto sconsacrata.

## Confraternita di Santa Caterina d'Alessandria
- 1613, Fondazione del sodalizio.

## Confraternita di Santa Maria dei Bianchi
- XV secolo fine. Confraternita di Santa Maria dei Bianchi.